# 奶油城磚

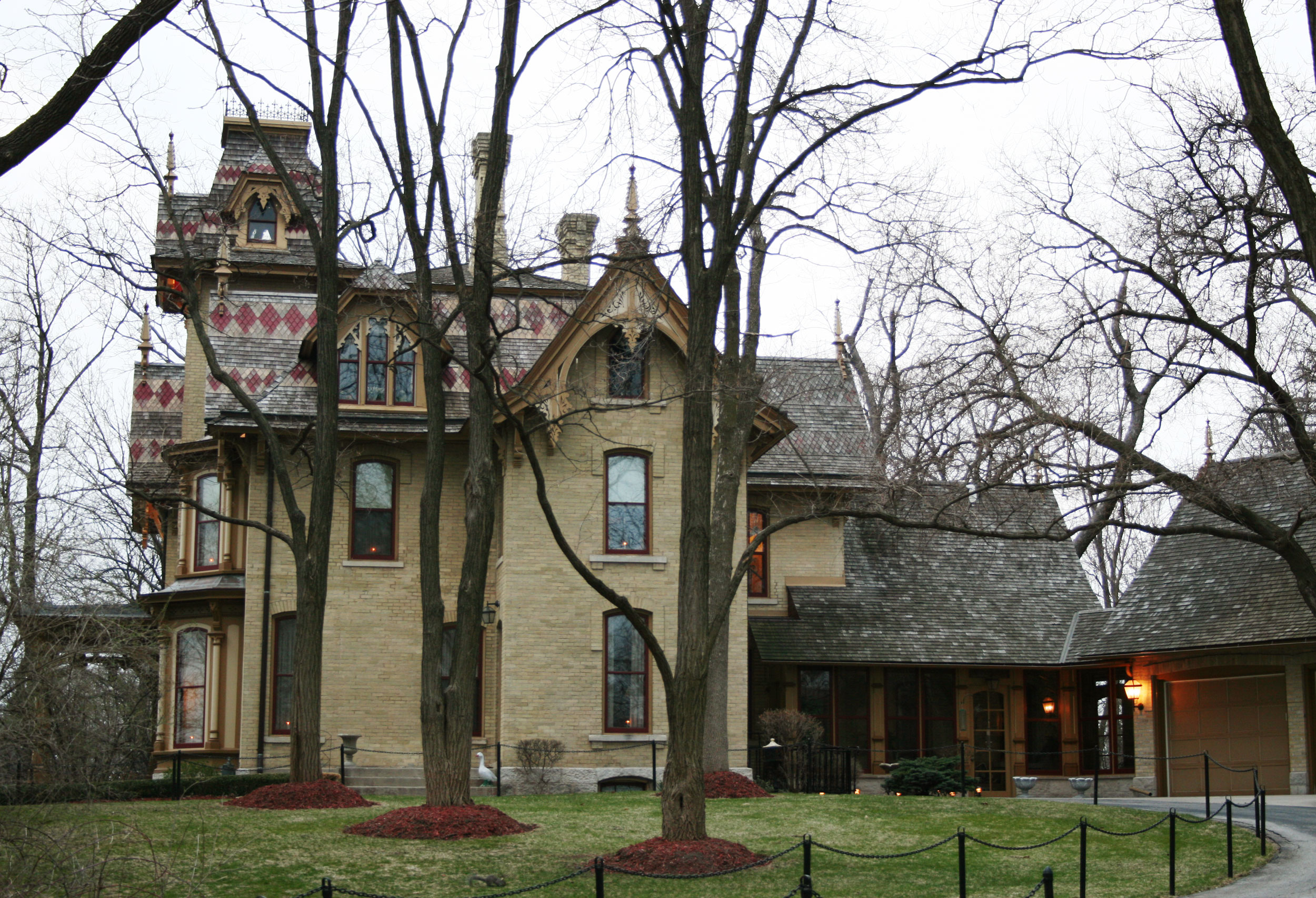
一棟紀錄於國家史蹟名錄中且使用了奶油城磚的建築，經過修復使奶油城磚呈現原本的顏色。

奶油城磚（英文：Cream City brick）是一種奶油色或淺黃色的磚頭，由威斯康辛州密爾沃基、梅諾莫尼河谷和密西根湖西岸發現的黏土製成，這些磚塊是19世紀中後期密爾沃基最常用的建築材料之一。密爾沃基因為其磚塊的顏色被稱為「奶油城」，磚塊也因此被稱為「奶油城磚」。

## 特徵

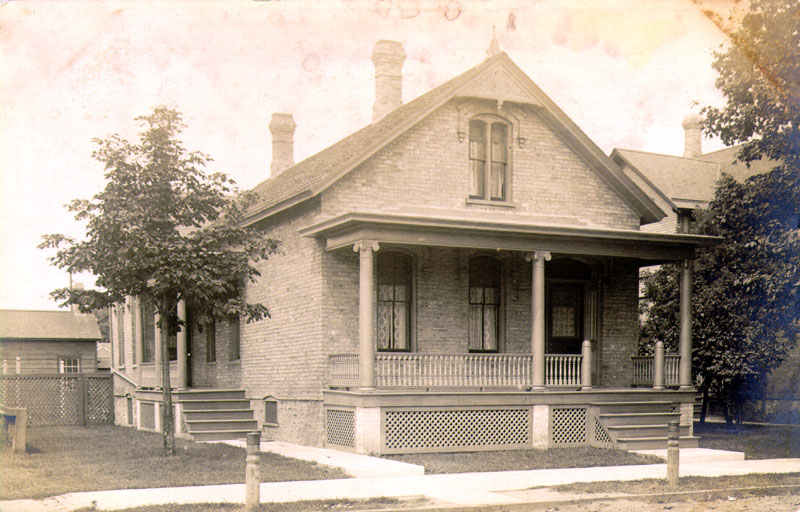
一棟於1910年代用奶油城磚建造的房屋

奶油城磚的主要成分為含有大量石灰和硫磺的紅黏土，有著高含量的鈣和鎂。這種黏土在威斯康辛州很常見，尤其是在密爾沃基附近。當磚被燒製時，它們會從紅色變成奶油色。
雖然燒製完成時顏色較淺，但奶油城磚有著許多細小孔洞，導致它們容易吸收污垢和其他污染物，而隨著時間的流逝，這往往會使由磚塊結構的顏色呈深色。一旦奶油城磚吸收了污染物，它們就很難清潔，這是密爾沃基的修復專家自1970年代以來一直面臨的問題。最一開始曾嘗試在磚上噴砂，然而此舉不僅被證明是無效的，甚至還損壞了磚塊。目前，化學清洗被認為是清潔奶油城磚的最有效方法。

## 用奶油城磚建造的建築

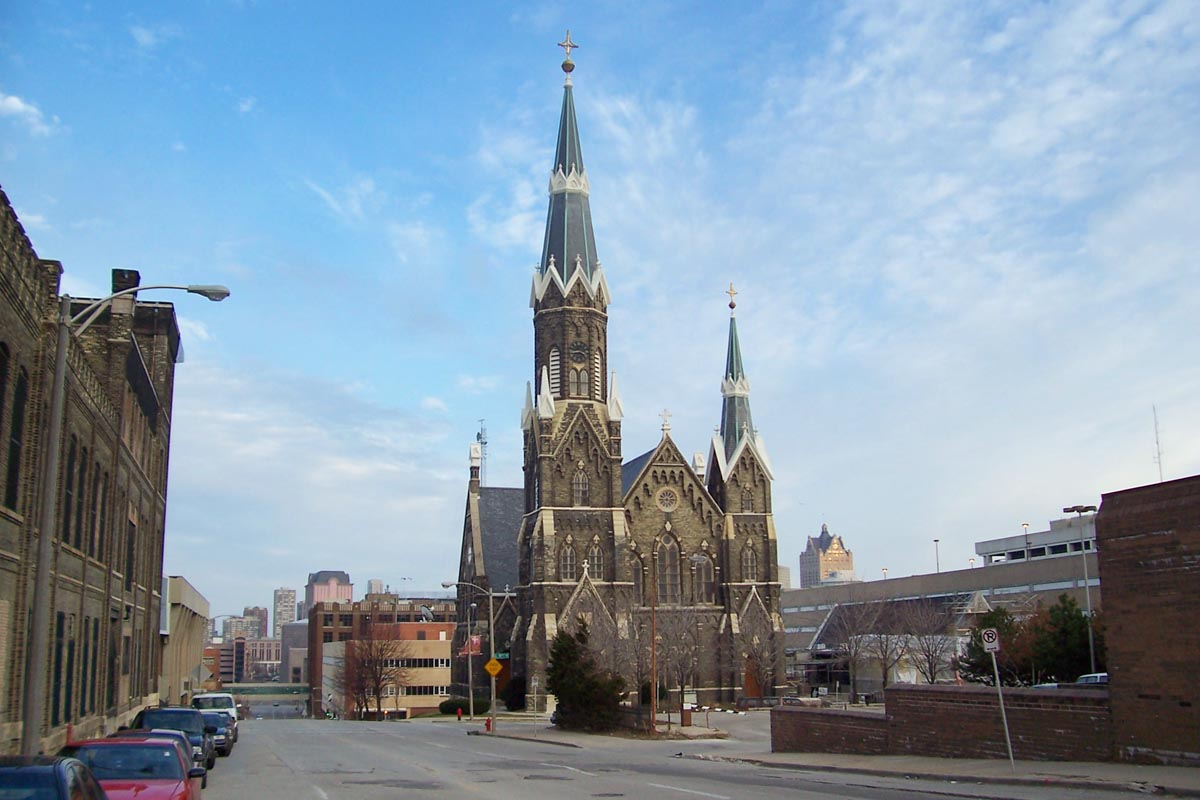
位於威斯康辛州密爾沃基的三一福音派路德教堂，但其原本的奶油色已因汙垢而變暗。

奶油城磚以其耐用性而聞名，許多在19世紀用它們建造的建築物在如今仍然存在，像是在125年前建造的三一福音派路德教堂。然而，由於該地區有許多磚的品質參差不齊，製造不當導致磚的耐用度降低。大紫貂燈塔是用奶油城磚建造的，但它在35年內變質得過於嚴重，不得不包裹在鐵鍍層中。 同樣由奶油城磚製成的格羅斯波因特燈塔必須將磚頭用混凝土包裹。
由於負責在密西根湖周圍建造燈塔的美國燈塔委員會五大湖區總部位於密爾沃基，因此許多燈塔都是用奶油城磚建造的，包括基諾沙燈塔、鷹崖燈塔、麥古爾平角燈塔、老麥基諾點燈塔等。
聖瑪麗天主教堂（1846年）、國家士兵之家（主樓；1867年）和密爾沃基特納大廳（1882年）都是密爾沃基市的歷史性地標，也都是用奶油城磚磚建造的。
奶油城磚被廣泛出口，不僅銷往芝加哥和紐約等美國城市，還銷往西歐，包括德國漢堡。

## 圖片

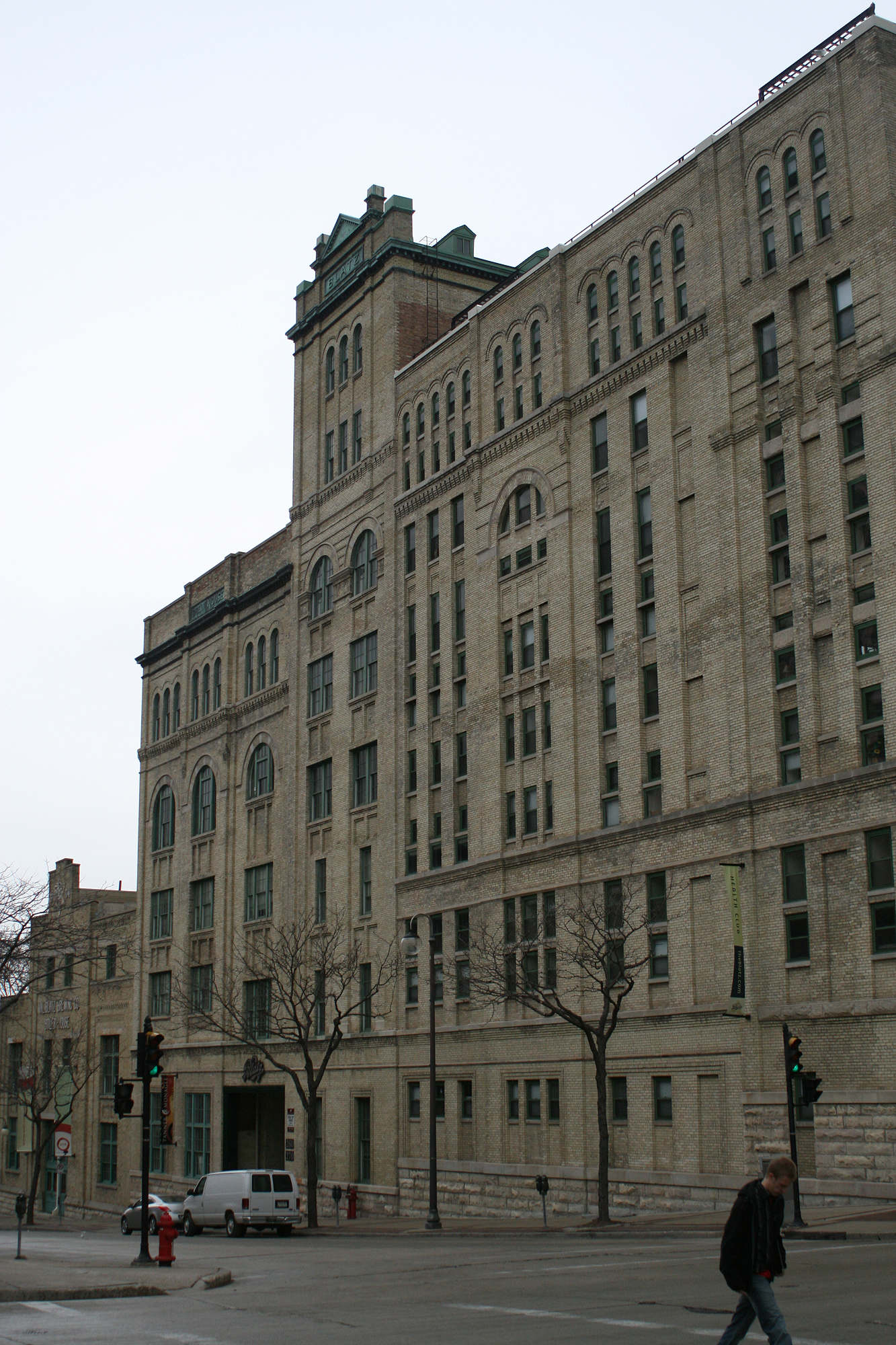
瓦倫丁·布拉茲釀酒公司辦公大樓
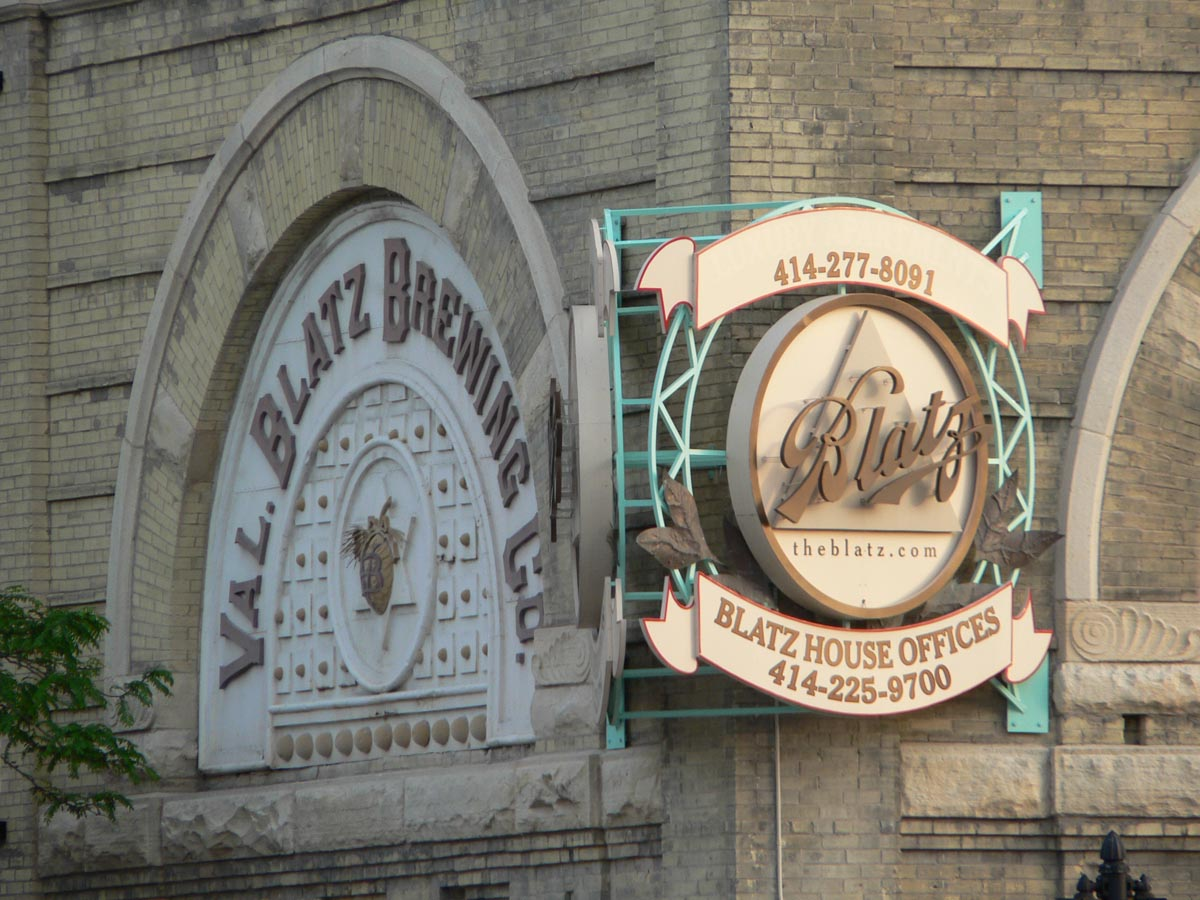
密爾瓦基市中心的奶油城磚建築特寫。
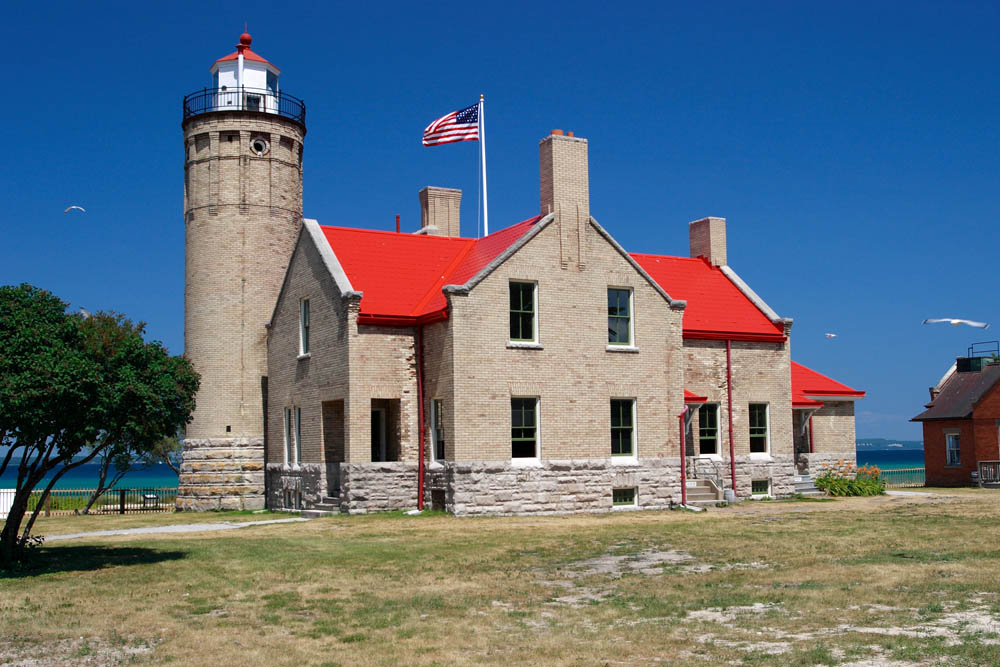
老麥基諾點燈塔,非密爾沃基市使用奶油城磚的建築，建於1892年。

## 外部連結
. 2022-09-21  [2022-09-21]. （原始内容存档于2022-09-22）.